# Александар Радосављевић
Александар Радосављевић (Будим или Сентандреја, 26. август 1877 — Београд, 14. фебруар 1956) био је српски лекар и академик. Радосављевић је био један од најзначајнијих лекара у Србији и отац пулмологије код Срба као и академик САНУ.

## Биографија
Родио се у Сентандреји крај Будимпеште, као једно од петоро деце трговца из Панчева Димитрија и његове супруге Марије. Породица после Александровог рођења пресељава у Београд, па он почиње и завршава основно школовање у престоници Србије. Потом је ученик Прве београдске гимназије где се, осим као одличан ученик, истиче и као председник ђачке књижевне дружине „Нада“, сарадник часописа „Бранково коло“, „Радничке новине“ и „Архив за филозофију“ где објављује своје текстове и преводе с немачког и француског. Истовремено свира виолину у ђачком Академском оркестру. Матурирао је је као најбољи ученик у гимназији, али те исте 1897. године умире му отац. Уписује се на филозофију на Великој школи у Београду, јер упркос одличним оценама и радовима у познатим часописима, из непознатих разлога, не добија државну стипендију за студије у иностранству. Дао је све испите из прва два семестра, а његова мајка до тада успева да скупи новац и већ следеће године уписује га на Медицински факултет у Бечу.
Живи и студира у великом сиромаштву, али као интелигентан и марљив студент постаје миљеник шефа интерне клинике у Бечу професора Вајберга, који га као личног асистента води свуда у визите. Када је дипломирао, стриц му за награду даје сто форинти, а Александар, спремајући се за повратак у Србију, за овај новац купује микроскоп. Распакујући радосно ново справу, он прво испитује своју пљувачку и у њој открива туберкулозу плућа. Од тог тренутка живот и каријера Александра Радосављевића постају једно исто, и он започиње непрекидну борбу за продужење свог живота и истовремено померање граница излечивости туберкулозе.
После кобног открића, свој академски живот он не жели да започне повластицама које би могао имати као тешки болесник, већ из Беча одлази право у Ваљево на одслужење војног рока. У Аустрију се враћа на постдипломске студије туберкулозе плућа код чувеног професора Најсера. Истовремено, учествује на научним скуповима Српског лекарског друштва и објављује стручне радове у домаћој периодици (први објављује 1911. године под насловом О једном случају акутне леукемије, у рубрици Оригинални радови, алманаху „Српски архив"). Када се са школовања коначно вратио у Београд, читава земља је у грозници Балканских ратова и доктор Радосављевић налази да је нормално да и сам поново обуче војничку униформу. Вероватно није могао ни да претпостави да је неће скидати пуних седам година, јер Србија из Балканских ратова улази у Први светски рат.

## Први светски рат
Као командир пољске болнице Дунавске дивизије учествује у биткама код Куманова и у опсади Једрена. Своју пољску болницу успео је за две године да подигне на ниво класичне војне медицинске установе и смести је у Ваљево. Тако настаје чувена Ваљевска болница, о којој су писани романи и драме. У њој се крајем 1914. године, лечећи војску оболелу од тифуса, од исцрпљености или заразе оболели и сви лекари болнице, њих 29. Начелник болници Александар Радосвљевић у једном тренутку остаје једини лекар у болници, мада и сам има тифус, миокардитис, полинеуретис и отока на ногама. На крају, остаје му једино да и себе хоспилатизује. Међутим, после само десет дана, у болесничку постељу стиже му поверљива вест из врховне команде: војвода Путник је у критичном стању због емфизема плућа. Нема му друге но да одмах заузме место личног лекара команданта Српске војске. Да ствари буду још горе, војска и врховна команда крећу на марш преко залеђених планина Албаније. Стигли су до луке Санђовани Димедуа, прешли у Бар, па на Крф. Одатле Радосављевић војводу води у сунчани Ницу. У Ници, 17. маја 1917, војвода Радомир Путник умире. Некако истовремено Александру стиже вест да му је у Београду умрла мајка Марија. Годину дана после овог, 22. јула 1918, у Ници, у Руској цркви венчали су се доктор Александар Радосављевић и Радојка, најмлађа ћерка војводе Путника. Кум на венчању био је професор Слободан Јовановић.

## Медицинска наука
Вративши се у особођени Београд, Радосављевић објављује чланке у страној и домаћој периодици, а једну годину проводи на специјализацији у Паризу код познатог професора Видала. У слободним часовима ради и у Пастеровом институту. Кад је постављен за професора интерне медицине на Мединцинском факултету, написао је Физикату управе граде Београда ове занимљиве радове: "... на позив да поднесем доказе о својој лекарској специјалности, част ми је известити: документа немам, јер ми је сва имовина до најмањег парчета пропала при бомбардовању Београда 1914. године, када ми је цео стан (кућа апотекара Викторовића на Теразијама) потпуно уништен и слишћен...".
Наредних 18 година, до почетка следећег рата, најплодније је раздобље професора Радосављевића. Објавио је капиталне књиге за српску медицину Апцес и гангрена плућа, Рак плућа и Патологија плућа. Штампао је на стотине чланака у најугледнијим светским часописима, нарочито о маларији, направио је почетне кораке о алергији, створио Трећу интерну клинику, био декан Медицинског факултета, увео и организовао обавезно вакцинисање становништва против турбекулозе, и написао безброј популарних чланака у тиражној штампи, непрекидно потецнирајући едукацију становништва као најјаче медицинско орјуже.
Често је, притиснут туберкулозним компликацијама, био приморан да болује, али на своју болесничку постељу он је гледао као научну лабораторију у којој је проверавао и проширивао своја лекарска знања. Стар и исцрпљен, 1941. није трећи пут обукао војничку униформу, већ је довршио још једно капитално дело: Плућне болести. После рата враћен је из пензије на Медицински факултет, и на месту управника Треће интерне, а САНУ га прима за редовног члана.

## Удбашка дијагноза
У полицијским списима, удбашки известилац каже да је стари професор "лично изанредно поштен човек и научни радник...", али да је политички пасиван " због утицаја жене, великосрпкиње и реакционарке, ћерке војводе Путника...", и да због сенилности "... тражи да му се објасне поједина политичка питања."

## Трећа интерна клиника
Памти се да је др Радосављевић до краја живота свирао виолину и да је одлазио на све концерте на „Коларцу“ са својом супругом Радојком (она га је надживела и умрла у Београду у 91. години). У пролеће 1955. морао је да се пресели у постељу у својој другој кући, у Трећој интерној клиници, чијим радом руковиоди и из болесничке собе. Ту је и умро у 79. години.